# Mila Turajlić
Mila Turajlić (ur. 4 lipca 1979 w Belgradzie) – serbska reżyserka, scenarzystka i producentka filmowa. Autorka takich filmów, jak Po drugiej stronie drzwi (2017) i Cinema Komunisto (2010).

## Biografia
Turajlić urodziła się w Belgradzie, w Serbii (ówczesna Jugosławia) 4 lipca 1979. Jej matką jest działaczka prodemokratyczna, Srbijanka Turajlić. Mila Turajlić studiowała produkcję filmową na Wydziale Sztuk Dramatycznych Uniwersytetu w Belgradzie oraz nauki polityczne w London School of Economics. Następnie specjalizowała się w realizacji filmów dokumentalnych w szkole Fémis w Paryżu i uzyskała tytuł doktora na Uniwersytecie Westminsterskim. Pracowała jako badaczka i asystentka produkcji dla BBC, Discovery Channel i Arte France. Dodatkowo doświadczenie zdobyła, pracując przy filmach Niesamowici bracia Bloom i Fade to Black oraz Apocalypto.
Swoim doświadczeniem w realizacji filmów dokumentalnych Turajlić dzieliła się, wykładając na uczelniach takich jak Uniwersytet Harvarda, Yale, Sorbona i Uniwersytet Michigan. Prowadziła też warsztaty w Fémis i Bałkańskim Centrum Dokumentalnym. Turajlić pomaga również przy organizacji belgradzkiego festiwalu europejskich filmów dokumentalnych Magnificent 7. Jest również jedną z założycielek oraz prezeską Stowarzyszenia Serbskich Twórców Filmów Dokumentalnych DOKSerbia.

## Filmografia
- Cinema Komunisto(inne języki) (2010) – producentka, scenarzystka, reżyserka
- Po drugiej stronie drzwi(inne języki) (org. Druga strana svega) – producentka, scenarzystka, reżyserka
- Non-Aligned: Scenes from the Labudovic Reels (2022) – producentka, scenarzystka, reżyserka
- Ciné-Guerrillas: Scenes from the Labudovic Reels (2022) – producentka, scenarzystka, reżyserka

## Wybrane nagrody i wyróżnienia

### Cinema Komunisto
- Złoty Hugo za najlepszy film dokumentalny – Międzynarodowy Festiwal Filmowy w Chicago, USA[8][9]
- Nagroda Alpe Adria Cinema za najlepszy film dokumentalny – Festiwal Filmowy w Trieście, Włochy[8][9]
- Grand Prix za najlepszy film dokumentalny – Międzynarodowy Festiwal Kina Zaangażowanego, Algieria[8]
- Nagroda FOCAL International za najlepsze wykorzystanie materiałów archiwalnych w produkcji artystycznej (2011)[10]
- Nagroda Międzynarodowej Federacji Krytyków Filmowych w Serbii za najlepszy film dokumentalny (2011)[9]

### Po drugiej stronie drzwi
- Nagroda Międzynarodowego Festiwalu Filmów Dokumentalnych w Amsterdamie (IDFA)(inne języki) za najlepszy pełnometrażowy film dokumentalny (2017)[11]
- Nagroda Międzynarodowej Federacji Krytyków Filmowych w Serbii za najlepszy film dokumentalny (2017)[9]
- Finalista Lux Prize (2018)[12]
- Nagroda jury za najlepszą reżyserię – River Run Film Festival(inne języki), USA[13]
- Grand Prix za najlepszy film historyczny (Prix du documentaire historique) festiwalu Les Rendez-vous de l'histoire(inne języki) (2019)[9][14]